# Kim Carnes
Kim Carnes, född 20 juli 1945 i Los Angeles i Kalifornien, är en amerikansk sångerska och musiker. Hon mest känd för sin låt "Bette Davis Eyes" (Billboard-etta i USA) och karaktäriseras av en hes/raspig röst.

## Biografi

### Bakgrund och låtskrivare
Kim Carnes växte upp i Los Angeles, där hon säger sig ha skrivit sin första sång vid fyra års ålder. Hon började sin karriär med att sjunga på nattklubbar, som körsångerska vid musikinspelningar och som låtskrivare åt andra artister. År 1967 spelade hon med i lågbudgetfilmen C'mon, Let's Live a Little.
Kim Carnes gifte sig år 1971 med Dave Ellingson, som hon skrivit många låtar tillsammans med. Låten "Nobody Knows" skrev de samma år till filmen Jakten mot nollpunkten. Parets låtar har även sjungits in av artister som Frank Sinatra, Rita Coolidge och Barbra Streisand.

### Solokarriär, "Bette Davis Eyes"
År 1972 kom hennes första soloalbum Rest On Me, men hennes kommersiella genombrott dröjde nästan tio år och fem LP-skivor. Detta skedde 1981 med albumet Mistaken Identity som innehåller hennes internationella hit "Bette Davis Eyes", en cover av en låt från 1974 av Donna Weiss och Jackie DeShannon. Den nådde första plats på Billboard Hot 100-listan och låg etta på Hot 100-listan under nio veckors tid, samtidigt som albumet tillbringade fyra veckor som etta på albumlistan. Låten placerade sig som listetta i ett drygt tjugotal länder och fick vid årets slut motta Grammy för både "Record of the Year" och "Song of the Year".
Låten var inspirerad av Hollywood-skådespelerskan Bette Davis och kännetecknas av Carnes' hesa sångröst. Låten ledde till att Davis och Carnes utvecklade en personlig vänskap.

### Senare karriär
Andra av Kim Carnes' hitlåtar är "Draw of the Cards" (1981), "Voyeur" (1982) och "Crazy the Night" (1985).
1985 var hon en av artisterna som medverkade i USA for Africa-hiten "We Are the World". År 1993 släpptes Gypsy Honeymoon: The Best of Kim Carnes som innehåller några nya låtar plus hennes gamla hitar. 
Senare övergick Carnes till en låtskrivarverksamhet mer inriktade på country. 1994 flyttade hon och familjen därför till Nashville.
Kim Carnes medverkar även på spåret "Tumbling Dice" på Jill Johnsons coveralbum Music Row från 2007.

## Diskografi
- Rest on Me (1972[4])
- Kim Carnes (1975[12])
- Sailin' (1976[4])
- St Vincent's Court (1979)
- Romance Dance (1980)
- Mistaken Identity (1981[13])
- Voyeur (1982[4])
- Café Racers (1983)
- Barking at Airplanes (1985[4])
- Light House (1986[4])
- View from the House (1988)
- Checking Out The Ghosts (1991)
- Chasing Wild Trains (2004)